# Porsche 645
Der Porsche 645 Spyder war ein Rennsportwagen-Prototyp der Dr.-Ing. h. c. F. Porsche KG. Er war als Nachfolger des Porsche 550 geplant. Die Entwicklung des Wagens wurde jedoch vor der Vollendung zugunsten des Porsche 718 eingestellt.

## Entwicklung
Die Entwicklung des Porsche Typ 645 begann Ende 1954. Ziel war ein leichterer Rennwagen als der Porsche 550. Außerdem sollte er eine bessere Aerodynamik und mehr Haftreibung bieten.
Gestartet wurde das Projekt von Egon Forstner, dem Leiter der Porsche-Berechnungsabteilung. Dabei wurde er von Ernst Fuhrmann, dem Konstrukteur des Motortyps 547 und von dem Auto- und Karosseriedesigner Heinrich Klie unterstützt. Ausgehend vom 550 fertigte Klie ein Modell im Maßstab 1 : 5, um mit mehreren neuen Karosseriemerkmalen zu experimentieren. Dazu gehörten eine aerodynamisch günstig in die Karosserie integrierte Kopfstütze und ein nach hinten offener Spalt, in dem die durch Turbulenzen verwirbelte Luft für die Motorkühlung besser in den Motorraum gelangte. Klie und Fuhrmann wurden für die beiden Neuentwicklungen Patente erteilt.
Am 15. Februar 1955, mitten in der Entwicklung des 645, bat der Porsche-Chefingenieur Karl Rabe die Unternehmensleitung um Überprüfung des Projekts, da es mehr personelle Unterstützung und mehr Geldmittel benötigte. Daraufhin wurde das Projekt gestoppt, zumal sich die eingesetzten 550-Rennwagen als konkurrenzfähig erwiesen und kein neuer Wagen gebraucht wurde. Erst als Porsche mit dem angekündigten neu überarbeiteten Borgward RS eine Konkurrenz erwartete, wurde das Projekt am 16. Februar 1956 wieder aufgenommen. In der dafür ausgestellten Arbeitsanweisung Nr. 9159 wurde der Bau von zwei Prototypen beauftragt.
Der erste Prototyp wurde Mitte Juni 1956 für die Erprobung fertiggestellt. Herbert Linge testete das Fahrzeug bei Malmsheim. Dabei stellte sich heraus, dass der Wagen schneller, aber in seinem Fahrverhalten kaum berechenbar und schwerer zu beherrschen war als der 550.
Porsche setzte den 645, gefahren von Richard von Frankenberg, in einigen Rennen ein. Am 16. September 1956 verunglückte von Frankenberg mit dem Wagen beim Rennen auf der AVUS. Frankenberg wurde aus dem Wagen herausgeschleudert; er überlebte den Unfall leicht verletzt. Der einzige fertiggestellte Prototyp brannte völlig aus. Danach wurde das Projekt eingestellt.
Viele bei der Entwicklung gewonnenen Erkenntnisse wurden in dem später produzierten Porsche 718 aufgenommen und dort erfolgreich umgesetzt.

## Fahrzeugmerkmale

### Karosserie
Der 1954 entwickelte Porsche 645 hatte bereits einen Gitterrohrrahmen, wie er später auch beim Porsche 550 A 1956 verwendet wurde. Um ein möglichst geringes Fahrzeuggewicht zu erreichen, wurde die Karosserie-Außenhaut aus dem leichteren Magnesium statt aus Aluminium gefertigt. Gleichzeitig wurde der Wagen gegenüber dem 550 kleiner, sodass der Radstand um 100 mm auf 2000 mm verkürzt war.
Damit die Stirnfläche und so der Luftwiderstand des Rennwagens kleiner wurde, um die Höchstgeschwindigkeit zu steigern, reduzierten die Entwickler die Spurweite vorne auf 1190 mm und hinten auf 1150 mm. Wegen seiner geringen Abmessungen und besonders auch wegen seines unberechenbaren Fahrverhaltens nannte Richard von Frankenberg den Wagen später Mickymaus.
Die Front war tiefer heruntergezogen und ähnelte bereits der des späteren Porsche 718. Das Heck war neu gestaltet und hatte links und rechts zwei nach hinten weisende Öffnungen für die Motorluftansaugung und einen ebenfalls nach hinten offenen Spalt für die Motorkühlung. Um den Lüfter für die Motorkühlung unterzubringen, hatte das Heck in der Mitte eine Ausbuchtung.
Das Fassungsvermögen des in der Front platzierten Benzintanks wurde von 130 auf 80 Liter verringert, damit er in der kleinen Karosserie Platz fand. Als Ausgleich baute Porsche einen etwa 40 bis 50 Liter fassenden Tank rechts neben dem Fahrer in der Fahrerkabine ein. Dadurch entfiel beim 645 die rechte Tür.

### Fahrwerk
Der Wagen hatte vorne und hinten Einzelradaufhängung, vorn als Kurbellenkerachse. Die Hinterradaufhängung war anders als beim 550 ausgeführt und ähnelte der des früheren Porsche-Rennwagenprojektes Cisitalia 360. Sie hatte mit den Torsionsfedern verbundene Längslenker und obere und untere Querlenker. Die Querlenker waren leicht nach hinten gepfeilt. Der untere Lenker verlief dabei parallel zum Boden, während der obere Lenker leicht nach unten wies.
Der Prototyp hatte wie der 550 rundum Trommelbremsen. Auf den 16-Zoll-Rädern waren vorne Reifen in der Größe 5.00-16-RS und hinten in der Größe 5.25-16-RS montiert.

### Motor und Getriebe
Angetrieben wurde das Fahrzeug durch eine frühe Version des sogenannten Fuhrmann-Motors Typ 547, da die neuere Variante mehr Platz benötigte, der beim kleinen Motorraum des 645 nicht zur Verfügung stand.
Dieser luftgekühlte 1,5-Liter-Vierzylinder-Boxermotor leistete etwa 15 kW (20 PS) weniger als die modernere Version des Typ 547, die 99 kW (135 PS) bei 7200/min lieferte, und hatte ebenfalls je Seite zwei Nockenwellen, die von Königswellen angetrieben wurden.
Der Motor hatte eine Doppelzündung mit zwei getrennten Zündverteilern und zwei Zündspulen. Für die Gemischaufbereitung wurden zwei Weber-Doppelfallstromvergaser des Typs 40 DCM verwendet. Das maximale Drehmoment lag bei 145 Nm bei 5900/min.
Das vollsynchronisierte Viergang-Schaltgetriebe wurde vom Porsche 550 entnommen und war ebenfalls hinter der Hinterachse platziert.

## Rennhistorie
Die ersten Testläufe auf einer Rennstrecke bestritt der Prototyp am 15. und 16. Mai 1956 auf dem Nürburgring. Gefahren wurde der Wagen von Wolfgang von Trips, der damit eine Rundenzeit von unter elf Minuten erreichte. Parallel fuhr Hans Herrmann einen 550 A und unterbot mit 10:35,2 Minuten die Zeit des 645. Nachdem auch Herrmann den 645 getestet hatte, kam er zum Schluss, dass der Wagen zwar schneller, jedoch „absolut unfahrbar“ sei.
Am 27. Mai desselben Jahres testete Richard von Frankenberg den Prototyp beim Training zum 1000-km-Rennen auf dem Nürburgring. Beim eigentlichen Rennen verzichteten er und Hans Hermann auf dessen Einsatz zugunsten des Porsche 550 A, mit dem beide den sechsten Platz in der Gesamtwertung erzielten.
Seinen ersten Renneinsatz hatte der 645 am 22. Juli 1956 beim Solitude-Rennen. Von Frankenberg, vom zweiten Platz startend, hatte während des Rennens mit technischen Problemen zu kämpfen. Trotz des Verlustes des ersten Ganges, Bremsenproblemen, Leistungsverlustes und zu hoher Öltemperaturen beendete er das Rennen als Vierter.
Das zweite und letzte Rennen des Prototyps fand am 16. September 1956 beim Großen Preis von Berlin, dem sechsten Rennen der Deutschen Sportwagen-Meisterschaft, auf der AVUS statt. Von Frankenberg entschied sich, das Rennen mit der sogenannten Mickymaus zu fahren, da der Wagen eine höhere Spitzengeschwindigkeit als der 550 erreichte und die Rennstrecke mit seinen langen Geraden und wenigen Kurven für hohe Geschwindigkeiten ausgelegt war.
Mit der Startnummer 9 vom dritten Platz aus startend, setzte von Frankenberg sich an die Spitze des Feldes, gefolgt von Wolfgang von Trips mit einem 550 A. In der dritten Runde bog der 645 plötzlich nach rechts ab und flog über die Kante der 43°-Nordsteilkurve. Der Wagen stürzte in das rund 15 Meter tiefer gelegene Fahrerlager, wo er sofort Feuer fing und einschließlich der Magnesiumkarosserie völlig ausbrannte. Etwa fünf Minuten nach dem Unfall fand ein Porsche-Techniker den bewusstlosen Richard von Frankenberg, der beim Abflug über der Steilkurve aus dem Wagen geschleudert wurde. Von Frankenberg war fast unverletzt. Fünf Wochen blieb er im Krankenhaus, bevor er wieder entlassen wurde und weiter Rennen fuhr. Der Unfall wurde wegen des glücklichen Ausgangs für von Frankenberg später auch als das Wunder der AVUS bezeichnet.
Nach diesem Ereignis wurde kein weiterer 645 mehr aufgebaut und das Projekt beendet.
Die aus dem Prototyp gewonnenen Informationen über die Vorteile einer aerodynamisch gestalteten Karosserie und einer fortschrittlichen Radaufhängung bei einem Rennwagen hatten maßgeblichen Einfluss auf die Entwicklung des später erscheinenden Porsche 718.

## Technische Daten
| Porsche 645 Spyder:    | Daten                                                                  |
| ---------------------- | ---------------------------------------------------------------------- |
| Motor:                 | 4-Zylinder-Boxermotor (Viertakt) (Typ 547)                             |
| Hubraum:               | 1498 cm³                                                               |
| Bohrung × Hub:         | 85 × 66 mm                                                             |
| Leistung               | 85 kW (115 PS) bei 7200/min                                            |
| Max. Drehmoment:       | 145 Nm bei 5900/min                                                    |
| Verdichtung:           | 9,8 : 1                                                                |
| Ventilsteuerung:       | zweimal zwei obenliegende Nockenwellen, angetrieben durch Königswellen |
| Kühlung:               | Luftkühlung (vertikales Gebläse)                                       |
| Getriebe:              | 4-Gang-Getriebe                                                        |
| Bremsen:               | Trommelbremsen                                                         |
| Radaufhängung vorn:    | Kurbellängslenker                                                      |
| Radaufhängung hinten:  | asymmetrische Dreieckslenker                                           |
| Federung vorn:         | Drehstabfedern                                                         |
| Federung hinten:       | 1 runder Drehstab auf jeder Seite                                      |
| Karosserie:            | Gitterrohrrahmen                                                       |
| Spurweite vorn/hinten: | 1190/1150 mm                                                           |
| Radstand:              | 2000 mm                                                                |
| Reifen:                | 5.00–16 RS / 5.25–16 RS; 5.50–16                                       |
| Maße L × B × H:        | 3775 × 1420 × 900 mm                                                   |
| Leergewicht:           | 550 kg                                                                 |
| Höchstgeschwindigkeit: | 260 km/h                                                               |